# Bitva u Bibracte
Bitva u Bibracte byla první velkou bitvou galských válek. Julius Caesar prokázal schopnost profesionální, technologicky i organizačně nadřazené římské armády porážet mnohdy i početnější, ale méně organizovaná vojska Galů. Bitva proběhla 25 km jižně od Bibracte, největšího a nejbohatšího oppida kmene Aedů a skončila porážkou Galů. Kmen Helvéců, který před postupujícími Germány chtěl migrovat dál na západ Galie, byl poražen a jeho zbytky donuceny k návratu na východ.

## Historické souvislosti

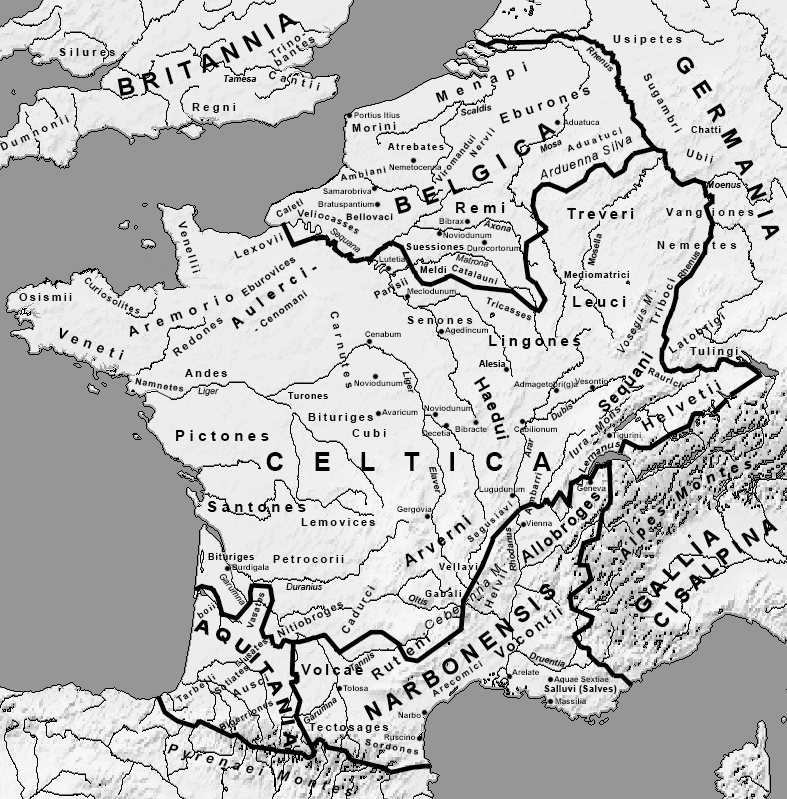
Mapa galských kmenů v polovině 1. století př. n. l.

Galie byla v 1. století př. n. l. rozdělena na dvě části. Jih byl již 70 let okupován Římany, kteří na dobytém území zřídili provincii Gallia Narbonensis (dříve Zaalpskou Galii). Severní, svobodná část, byla obývána mnoha kmeny na různém stupni společenského vývoje a s různými formami vlády, které spolu navzdory jisté kulturní spřízněnosti vedly neustálé bitvy. O těchto bitvách se dochovaly informace v historických pramenech. Početný kmen Aeduů byl krátce před rokem 63 př. n. l. poražen v bitvě u Magerobrigy spojenými kmeny Sekvanů, Arvernů a germánských Svébů, vedených náčelníkem Ariovistem. Druid Diviciacus se následně vydal do Říma požádat o pomoc římský senát. I když Diviciacus zanechal velmi pozitivní dojem svou vzdělaností a diplomatickým uměním, pomoci se mu nedostalo.
V roce 60 př. n. l. došlo v Římě k uzavření neformální dohody o rozdělení moci prvního triumvirátu. Julius Caesar, jeden z triumvirů, se stal o rok později konzulem (nejmocnějším) v Římě a vynutil si, aby mu byla po skončení funkce na pět let (místo obvyklého jednoho roku) svěřena správa provincií Předalpské Galie a Narbonské, které byly vybaveny silnými vojenskými posádkami. Jeho počínání v nejvyšší funkci bylo za hranou zákona a soudu unikl jen díky moci svých přátel. Náklady jeho politické kariéry převyšovaly značně jeho majetek a příjmy a tak odjel velet podprovinciím zadlužen. Jednotlivé galské kmeny měli své bohatství, proto Julius Caesar, který měl legie svěřené jen k obraně římského území, čekal jen na záminku ke vpádu do galských držav, aby se bohatství zmocnil. Caesarovým plánům nahrávaly i podvědomé obavy Římanů, u nich byla stále živá vzpomínka nejen na dobytí a vydrancování Říma Galy v roce 387 př. n. l., ale i na pozdější boje, v nichž Galové získali pověst krutých a nebezpečných protivníků, od nichž Římané utrpěli nejednu porážku.

## Migrace Helvécú

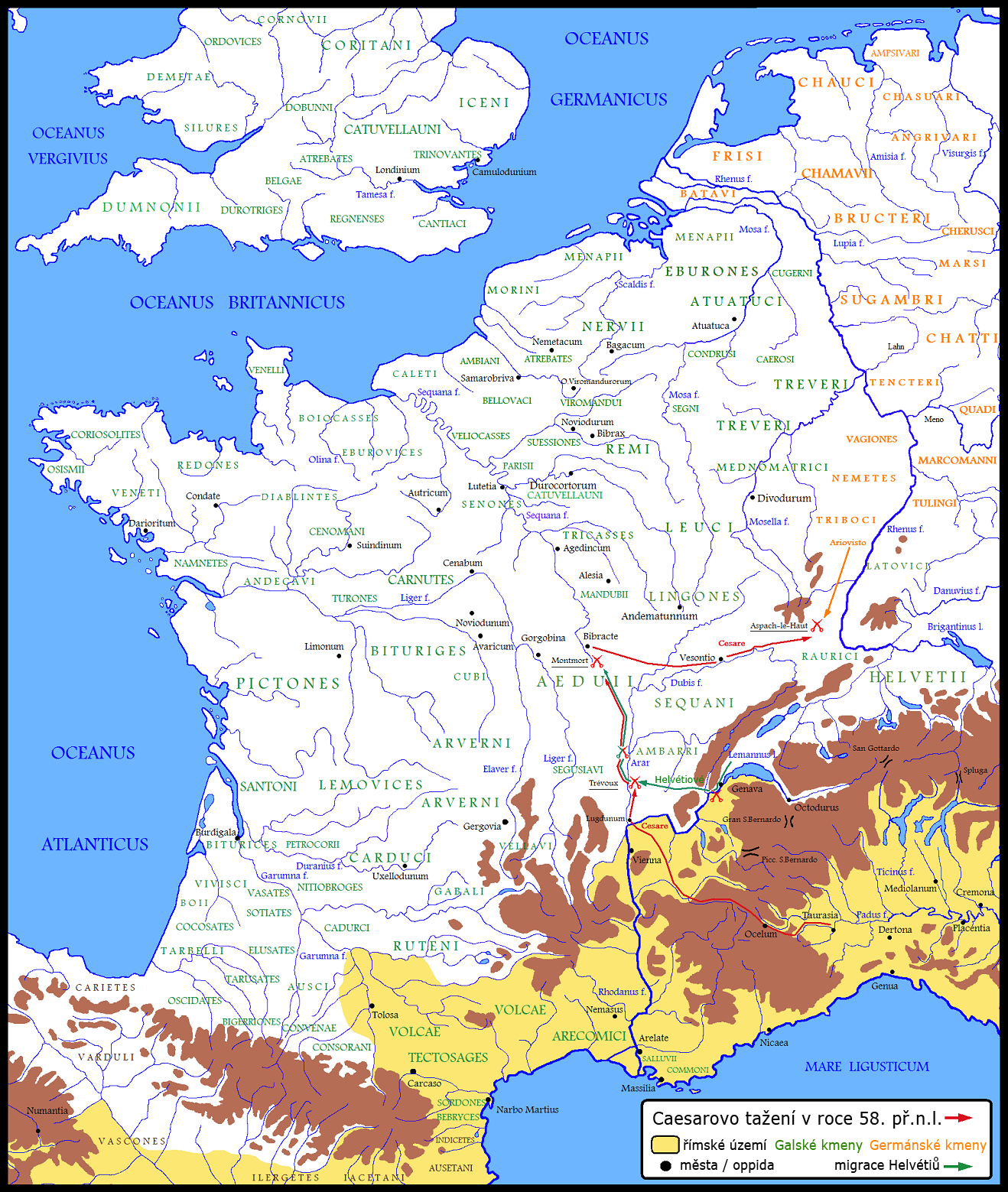
Migrace Helvéců a Caesarovo tažení v roce 58 př. n. l.

Vhodná záminka pro vojenský zásah nastala ve chvíli, když se kmen Helvéců usídlený na území dnešního Švýcarska, dal na pochod do Galie, na západním pobřeží dnešní Francie, aby unikli sílícím útokům germánského kmene Svébů vedených Ariovistem. Po tříletých přípravách spálili svých dvanáct hradišť, čtyři sta vesnic a všechny usedlosti a 300 tisíc Helvéců se vydalo na cestu na západ. Asi čtvrtinu z toho počtu tvořili bojeschopní jedinci.
Snazší a bezpečnější průchod se nabízel přes území Allobrogů, ti však byli nedávno porobeni Římany a průchod jejich územím znamenal průchod římskou provincií Gallia Narbonensis. Caesar v této skutečnosti viděl svoji příležitost. Když Helveciové požádali o svolení územím Allobrogů projít a překročit tedy hranice provincie, Caesar předstíral, že k posouzení žádosti potřebuje víc času. V získaném čase nechal postavit linii opevnění na jižním břehu řeky Rhôny a zničit most přes řeku v Ženevě. V polovině dubna informoval Helvéci, že jim průchod přes římské provincie nedovolí. Helvéciové byli nuceni hledat alternativní trasu přes území Aeduů, který byl spojencem Římanů. Protože Helvéciové sami nebyli schopni průchod vyjednat, domluvili se s šlechticem Dumnorixem z kmene Aeduů, který přesvědčil kmen Sekvanů, aby jim umožnili průchod přes jejich území. Dohoda byla provázena vzájemnou výměnou rukojmích z významných rodů, která měla zajistit, že Sekvánové nebudou při průchodu Helvéciům bránit a Helvécové nebudou při průchodu rabovat. Helvécové se dali na pochod přes území Sekvanů a Aeduů na území Santonů.
Toto cílové území však bylo (podle Caesara) nebezpečně blízko k hranicím římské provincie a to mu jako záminka k boji stačilo. Velení legie na hranicích provincie přenechal Titu Labienovi a spěšně se vydal do Itálie, kde pod záminkou ohrožení vyzvedl ze zimovišť tři veteránské legie umístěné v Aquileji, nechal naverbovat dvě legie nové - XI. a XII. S nimi se zrychleným pochodem vydal do Galie, tím překročil hranice provincie a také svou pravomoc. Jako správce provincie měl totiž vojsko přidělené výhradně k obraně. Jeho opakované nezákonné jednání mu v senátu procházelo jen díky podpoře a téměř absolutní moci triumvirátu.

## První střetnutí u řeky Arar

Mapa oppida Bibracte

Helvéciové mezitím prošli krajem Sekvanů na území Aeduů a potřebovali překročit řeku Arar. Při cestě tak velkého kontingentu divokých Galů docházelo přes všechny úmluvy ke konfliktům a rabování, zejména na území Římu nakloněných Aeduů, kteří se na Římany obrátili se žádostí o pomoc. To bylo Caesarovi další záminkou k zásahu. Jeho kroky tak vyvolávaly důvěru i u římského senátu.
Přeprava velkého počtu lidí a zásob na vorech přes řeku Arar trvala Helvécům více než 20 dní. Zde je dostihl Caesar se svými legiemi. V odstupu vyčkal, až budou tři čtvrtiny Helvéců na druhé straně řeky, a v noci pak se třemi legiemi napadl a zmasakroval civilisty se zavazadly i bojovníky z poslední části výpravy, tvořené především kmenem (župou) Tigurinů. Zcela nepřipravení Galové, kteří ani nechápali, proč byli napadeni, neměli žádnou šanci se bránit a celé to skončilo masakrem, v němž bylo zabito více než 90 tisíc mužů, žen a dětí. Masakr proběhl téměř beze ztrát na římské straně. Vzhledem k tomu, že se Caesar při popisu události zmiňuje o útěku části pronásledovaných do lesů, můžeme se domnívat, že alespoň malé části Tigurinů se podařilo masakru uniknout.
Je příznačné, že v Zápiscích o válce galské se Caesar pokouší obhájit toto krveprolití připomínáním 50 let staré účasti Tigurinů v bitvě u Burdigala, v níž byl zabit konzul Lucius Cassius a římská vojska poražena (107 př. n. l.)
Poté nechal Caesar zbudovat most přes Arar, převedl přes něj vojsko a přesunul se do vzdálenosti zhruba osmnáct kilometrů od oppida Bibracte. Část sil, které až dosud byly spojené s Caesarem, dezertovala aby informovala o římském ústupu. Helvéciové to viděli jako Caesarovo oslabení, jehož využili k zaútočení na římské legie a spěchali, aby jim vpadli do zad.

## Bitva
Julius Caesar rozvinul své jednotky s pahorkem za zády. Čtyři veteránské legie (VII, VIII, IX a X) stály
ve třech řadách (triplex acies) v nejnižší části svahu, zatímco na jeho vrcholu rozmístil čerstvě zverbované legie společně s auxiliárními (pomocnými) jednotkami. Jízda, většinou aedujští spojenci, stála po bocích.
Helvécové zaútočili na svah zdola, nejprve jízda na křídlech a poté pěchota na střed, ale po charakteristickém protiútoku legionářů s jejich pili byli Galové odraženi a utrpěli ztráty. Po prvním útoku helvécští bojovníci ustoupili, Caesar naopak dal čtyřem veteránským legiím rozkaz k postupu vpřed. Galské síly posléze zaútočily na římské křídlo, ale třetí řada legionářů vyrazila rychle na místo jejich střetu a Galy rozdrtila.

## Konsekvence
Po bitvě byli Helvécové zmasakrováni. Ti co přežili, se stáhli na území Lingonů. Legie zůstaly v okolí Bibracte a zrekvírovaly zde zásoby. Caesar poté, co zjistil, kam uprchli Helvécové, vyslal k lingonským vůdcům posly s požadavkem, aby jeho nepřátelům nepomáhali. Caesar se rozhodl je pronásledovat, Helvécové požádali o smír a vrátili zpět na východ do své země.